# Зграда градске тржнице
Зграда градске тржнице у Шапцу је саграђена 1939. године према пројекту архитекте Милана Минића. Подигнута је на простору у близини најужег центра града званог „Крст”, преко пута зграде хотела „Зелени венац”. Зграда је наменски пројектована за потребе затворене пијаце, јединствене у то време, за овај део Србије. Од 2014. године представља непокретно културно добро као споменик културе.

## Архитектура зграде
Зграда је подигнута као једноставна грађевина, са подужном основом у облику издуженог правоугаоника, прочишћене и ненаметљиве форме изведена је у духу касног модернизма. Фасада је рашчлањена пиластрима, који наглашавају вертикализам и асоцирају на антички скелет, стварајући контраст са глатким површинама зидног платна друге боје на којима су ритмично распоређени прозорски отвори. 
Троделна подела основе, са улазима са све четири стране, јасно одваја централни простор са наменски пројектованим, изведеним у техници терацо, тезгама за пољопривредне производе – од бочних простора издељених на више продавница, савидљивом дрвеном кровном конструкцијом.